# Dundalk Football Club 2010
Questa voce raccoglie le informazioni riguardanti il Dundalk Football Club nelle competizioni ufficiali della stagione 2010.

## Stagione
Nella stagione 2010 della League of Ireland il Dundalk stazionò nelle posizioni medio-inferiori della classifica, concludendo al sesto posto. La squadra fu inoltre eliminata al terzo turno della Coppa d'Irlanda, a causa di una sconfitta di misura contro il St. Patrick's Athletic.

## Divisa e sponsor
Lo sponsor ufficiale del Dundalk per la stagione 2010 è Shop Dundalk, mentre le maglie sono prodotte dalla Umbro.
| Manica sinistra · Manica sinistra · Maglietta · Manica destra · Manica destra · Pantaloncini · Calzettoni | Manica sinistra · Manica sinistra · Maglietta · Manica destra · Manica destra · Pantaloncini · Calzettoni |

## Rosa
| N. |                             | Ruolo | Calciatore      |
| -- | --------------------------- | ----- | --------------- |
| -  | Scozia (bandiera)           | P     | Peter Cherrie   |
| -  | Irlanda (bandiera)          | P     | Paul Murphy     |
| -  | Irlanda (bandiera)          | D     | Garry Breen     |
| -  | Irlanda del Nord (bandiera) | D     | Liam Burns      |
| -  | Inghilterra (bandiera)      | D     | Wayne Hatswell  |
| -  | Irlanda (bandiera)          | D     | Shaun Kelly     |
| -  | Irlanda (bandiera)          | D     | Simon Madden    |
| -  | Irlanda (bandiera)          | D     | Ciarán McGuigan |
| -  | Irlanda (bandiera)          | D     | Nathan Murphy   |
| -  | Irlanda (bandiera)          | D     | Michael Synnott |
| -  | Irlanda (bandiera)          | C     | Nathan Bennett  |
| -  | Irlanda (bandiera)          | C     | Johnny Breen    |
| -  | Irlanda (bandiera)          | C     | Alan Cowley     |
| -  | Irlanda (bandiera)          | C     | Daniel Kearns   |

| N. |                                 | Ruolo | Calciatore         |
| -- | ------------------------------- | ----- | ------------------ |
| -  | Scozia (bandiera)               | C     | Steven Lennon      |
| -  | Irlanda (bandiera)              | C     | Stephen Maher      |
| -  | Irlanda (bandiera)              | C     | Stephen McDonnell  |
| -  | Irlanda del Nord (bandiera)     | C     | Martin McGowan     |
| -  | Irlanda del Nord (bandiera)     | C     | Michael McGowan    |
| -  | Inghilterra (bandiera)          | C     | Tom Miller         |
| -  | Irlanda (bandiera)              | C     | John Smyth         |
| -  | Inghilterra (bandiera)          | C     | Matthew Tipton     |
| -  | Irlanda (bandiera)              | A     | Ross Gaynor        |
| -  | Irlanda (bandiera)              | A     | Mark Griffin       |
| -  | Bosnia ed Erzegovina (bandiera) | A     | Fahrudin Kudozović |
| -  | Irlanda (bandiera)              | A     | Tiernán Mulvenna   |
| -  | Irlanda (bandiera)              | A     | Billy Smith        |
| -  | Irlanda (bandiera)              | A     | Neale Fenn         |

## Statistiche

### Statistiche di squadra
| Competizione      | Punti | Totale | Totale | Totale | Totale | Totale | Totale | D.R. |
| Competizione      | Punti | G      | V      | N      | P      | Gf     | Gs     | D.R. |
| ----------------- | ----- | ------ | ------ | ------ | ------ | ------ | ------ | ---- |
| League of Ireland | 48    | 36     | 14     | 6      | 16     | 46     | 50     | -4   |
| Coppa d'Irlanda   | -     | 1      | 0      | 0      | 1      | 0      | 1      | -    |
| Totale            | -     | 37     | 14     | 6      | 17     | 46     | 51     | -    |

### Statistiche dei giocatori
| Giocatore | Campionato | Campionato | Campionato | Campionato |
| Giocatore | Pres       | Gol        | Am         | Esp        |
| --------- | ---------- | ---------- | ---------- | ---------- |
| Bennett   | 13         | 2          | -          | -          |
| Breen     | 27         | 4          | 4          | 1          |
| Burns     | 26         | 1          | 1          | -          |
| Cawley    | 10         | -          | 1          | -          |
| Cherrie   | 33         | -          | -          | -          |
| Fenn      | 22         | -          | -          | -          |
| Gaynor    | 33         | 7          | 6          | 1          |
| Hatswell  | 34         | 1          | 7          | -          |
| Kearns    | 19         | -          | 3          | -          |
| Kelly     | 30         | -          | 2          | -          |
| Kelly     | 35         | 12         | 9          | -          |
| Lennon    | 9          | -          | 2          | -          |
| Madden    | 15         | -          | -          | -          |
| Maher     | 30         | 1          | 8          | -          |
| McDonnell | 9          | 1          | 1          | -          |
| McGowan   | 7          | -          | 1          | -          |
| McGuigan  | 20         | 1          | 1          | -          |
| Miller    | 33         | 1          | 11         | -          |
| Mulvenna  | 7          | 1          | 1          | -          |
| Murphy    | 7          | -          | -          | -          |
| Synnott   | 4          | -          | -          | -          |
| Tipton    | 14         | 7          | 1          | -          |